# Axinidris nigripes
Axinidris nigripes é uma espécie de inseto do gênero Axinidris, pertencente à família Formicidae.